# Півкруг підвісний

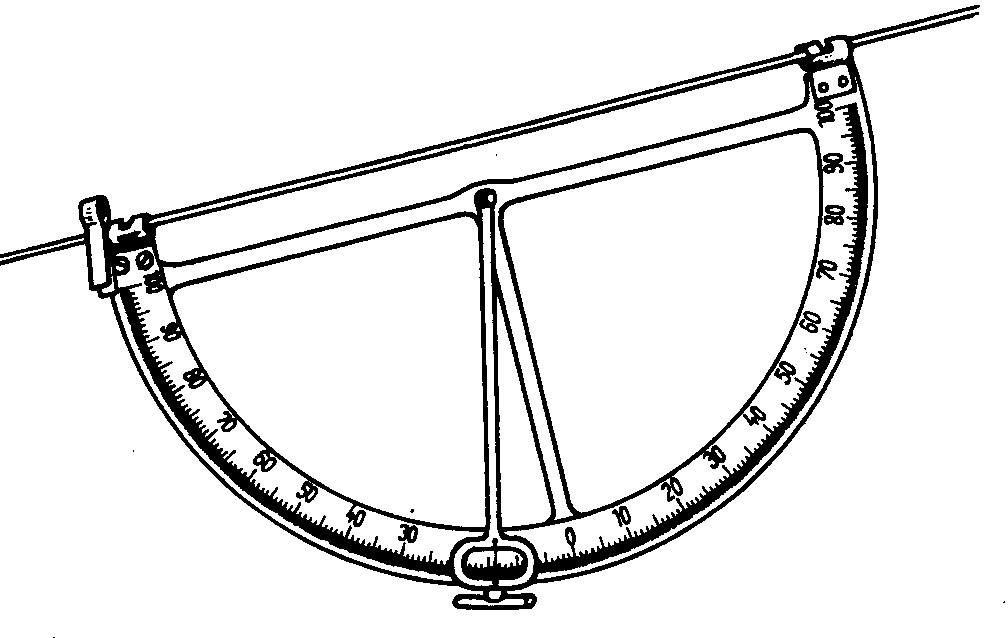
Півкруг підвісний

Півкруг підвісний (рос. полукруг подвесной, англ. hanging semicircle, нім. aufhängbarer Halbkreis m) – прилад для вимірювання кутів нахилу сторін ходів при підземній зйомці бусольній.